# 地域高規格道路
地域高規格道路（ちいきこうきかくどうろ、Regional High-Standard Highways）とは、かつて「高規格幹線道路を補完し、地域の自立的発展や地域間の連携を支える道路として整備することが望ましい路線」として建設省・国土交通省により指定された道路である。
2003年（平成15年）に構造要件の見直しが行われ、地域高規格道路の機能は確保しつつ、地域ごとに弾力的な基準を適用できるようになった。
2023年（令和5年）、国土交通省はそれまで計画策定手続きが異なっていた「高規格幹線道路」と「地域高規格道路」を統一し、両者を新たに「高規格道路」と位置付け、一体的な道路ネットワークとして路線網のスクラップアンドビルドを図る方針を示した。

## 機能
地域高規格道路は、次のいずれかの機能を有する。
1. 連携機能：通勤圏域の拡大や都市と農山村地域との連帯の強化により、地域集積圏の拡大を図る。
2. 交流機能：高規格幹線道路を補完し物資の流通、人の交流の活発化を促し、地域集積圏間の交流を図る。
3. 連結機能：空港・港湾などの広域的交流拠点や地域開発拠点などと連結する。

## 構造要件
地域高規格道路の構造要件について、1994年（平成6年）11月1日の建設省通達では、60 - 80 km/h以上の速度サービス、4車線以上、原則80 km/hの設計速度、全ての交差点は立体交差とする、沿道アクセスは制限する、極力、自動車専用道路に指定し、歩行者・自転車の進入の恐れをなくするなどと定められていて、一般道路は除外されていた。
その後、2003年（平成15年）5月2日の国土交通省通達により、概ね60 km/h以上のサービス速度、車線数2以上、設計速度60 km/h以上、平面交差も可能、沿道アクセスも可能、交差点や沿道アクセス箇所を除き、本線車道と歩行者や自転車とを構造的に分離するなどに構造要件が緩和され、現道の活用も可能となった。

## 指定
1992年（平成4年）6月22日の道路審議会建議「今後の道路整備のあり方」において地域高規格道路の導入が必要とされ、これを受けて、第11次道路整備五箇年計画においてその整備が定められた。

### 路線指定
1994年（平成6年）12月16日に各地方建設局や都道府県等からの要望に基づいて地域高規格道路として整備を進める妥当性等についての基礎的な調査を行う候補路線107路線、地域高規格道路として整備を進める計画路線138路線が指定された。1998年（平成10年）6月16日に第2回指定として候補路線35路線、計画路線54路線が追加され、第1回指定と併せて候補路線110路線、計画路線186路線（約6,950 km）となった。

### 区間指定
「計画路線」の中からルート選定、整備手法、環境影響評価、都市計画等の調査を進める調査区間、事業着手に向けて環境影響評価手続き、都市計画決定手続き、予備設計等を進める整備区間を指定している。2004年（平成14年）3月30日付けで調査区間約1,207 km、整備区間2,969 kmとなった。

## 種類

### 自動車専用道路
都市圏自動車専用道路として仙台・東京・名古屋・大阪・広島・北九州・福岡のそれぞれの都市圏内の都市高速道路および重要路線が該当する。
また、都市圏自動車専用道路以外でも自動車専用道路の地域高規格道路も存在する（あぶくま高原道路、大分空港道路等）。

### 一般道
一般道路として整備される路線もあり現道活用も可能である。また、ランプ等による立体交差構造がとれない場合、速度低下の要因を検証した上で概ね60km/hを確保出来る場合に限り、信号等による交差点の設置も可能となっている。